# 보르하 이글레시아스
보르하 이글레시아스 퀸타스(스페인어: Borja Iglesias Quintas, 1993년 1월 17일 ~ )는 스페인의 축구 선수로, 현재 라리가의 셀타 비고에서 스트라이커로 활약하고 있다.